# Temple protestant d'Angers
Le temple protestant d'Angers est un édifice religieux situé rue du Musée à Angers. La paroisse est membre de l'Église protestante unie de France. Il s'agit de l'ancienne chapelle Saint-Éloi du prieuré Saint-Gilles du Verger, puis du petit séminaire. L'édifice est acquis par la communauté protestante d'Angers en 1849, et est utilisé depuis sans discontinuer.

## Histoire
En 1030, l'évêque d'Angers Hubert de Vendôme fait don à l'abbaye de Marmoutier, située à Tours, d'un fief aux portes de la Cité d'Angers. Un siècle plus tard, vers 1140, l'évêque d'Angers Ulger le complète par le don d'un verger. Dès le troisième quart du XIIe siècle, un prieuré y existe, nommé Saint-Gilles du Verger, qui sert essentiellement de logement pour les religieux de cette abbaye venant étudier à l'école épiscopale ou à l'université. La chapelle, consacrée à saint Éloi, en est le dernier vestige.
En 1673, le grand séminaire (école supérieure de formation des prêtres) s'installe au logis Barrault, de l'autre côté de la rue où se situe l'ancien prieuré. Celui-ci est occupé dès 1692 par le petit séminaire (école secondaire). Fondé en 1680, il accueille de jeunes clercs pauvres. En 1702, il est agrandi par la construction d'un grand bâtiment au chevet de la chapelle, et trois ans plus tard, une galerie en arcade toujours existante permet de relier les deux séminaires. Au milieu du XVIIIe siècle, l'évêque Jean de Vaugirault fait surmonter la chapelle d'une salle d'étude, toujours visible. Elle servira par la suite de bibliothèque, puis de salle de cours.

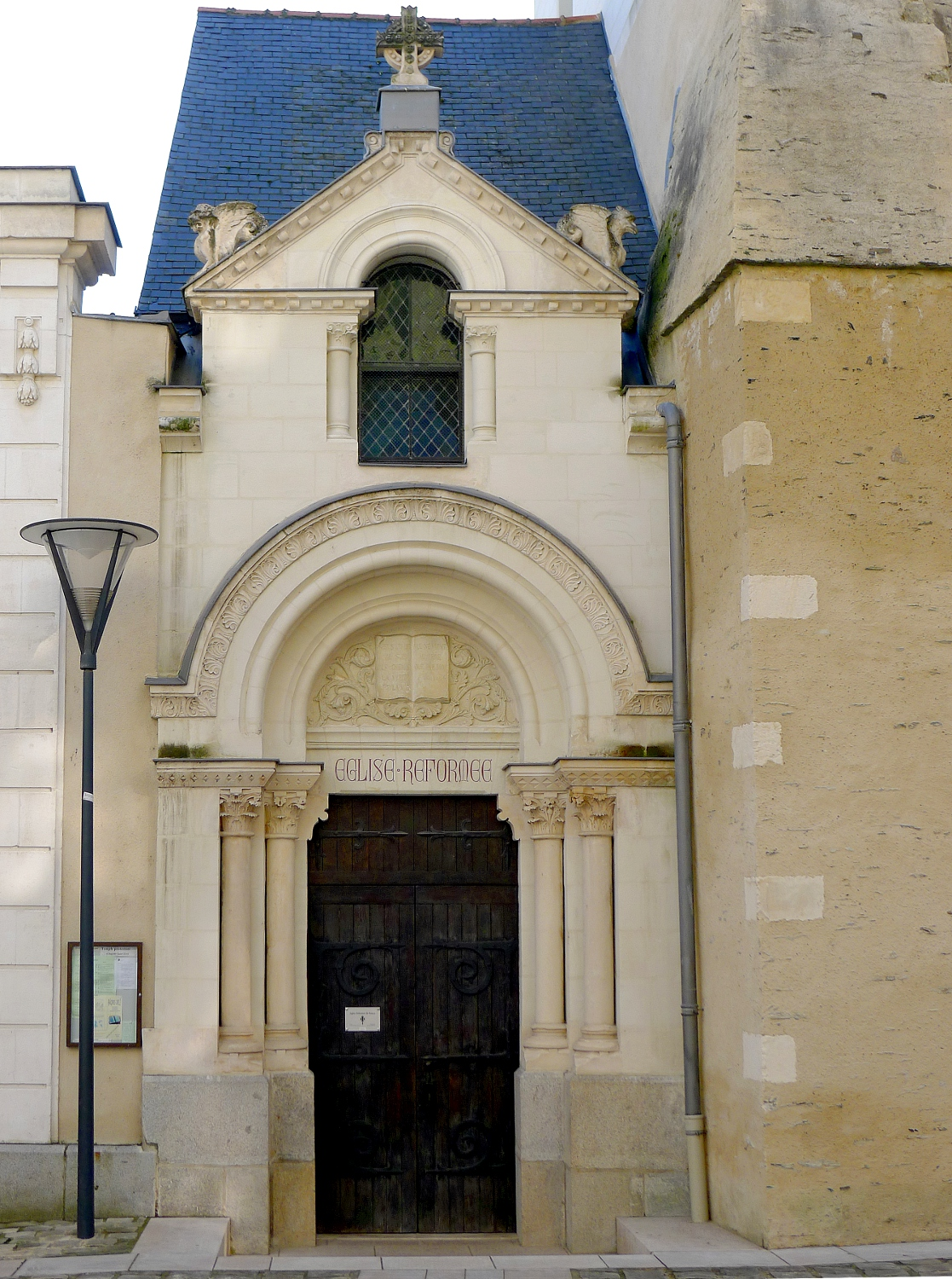
L'entrée de la chapelle.

À la Révolution, le petit séminaire est transformé en prison. Au XIXe siècle, il devient gendarmerie, puis caserne, et finalement il servira à l'école des Beaux-Arts jusqu'en 1930. En 1932, la cour au nord de l'église sert à la construction du magasin des décors du théâtre. On peut encore lire l'inscription « Magasin de décors » sur le porche situé à gauche de l'entrée de la chapelle. Ces bâtiments abritent aujourd'hui les réserves du musée des Beaux-Arts.
Dès 1849, la ville d'Angers confie celle-ci à la communauté protestante. Le premier culte est célébré le 20 octobre 1850 et présidé par Adolphe Monod. En 1877, l'architecte Charles Demoget construit la porte d'entrée et le vestibule actuels en style néo-roman.
Le monument est inscrit aux monuments historiques par arrêté 22 octobre 1969.
Les dernières modifications interviennent en 1971, lors d'une campagne de restauration intérieure qui rétablit le sol à son niveau d'origine, à 1,80 m en dessous de la chaussée, permettant de dégager la base des colonnes.

### Liste des pasteurs
Pour les pasteurs dont l'année de début ou de fin d'exercice du culte n'est pas connue, le tableau indique en quelles années ils y étaient actifs.
| Nom                   | Début | Actif en | Fin    |
| --------------------- | ----- | -------- | ------ |
| Antonin Bourel        | 1859  |          | 1873   |
| Edmond Cornud         | ?     | 1927     | ?      |
| Édouard Dessen        | ?     | 1942-52  | ?      |
| Pierre Toutlemonde    | ?     | ?        | ?      |
| Jean-Luc Souillol     | ?     | 1985-87  | 1987   |
| Yves Noyer            | 1987  | 1993     | ?      |
| Mino Randriamanantena | 1998  |          | 2005   |
| Étienne Berthomier    | 2006  |          | 2018   |
| Loïc de Putter        | 2019  |          | actuel |

## Architecture

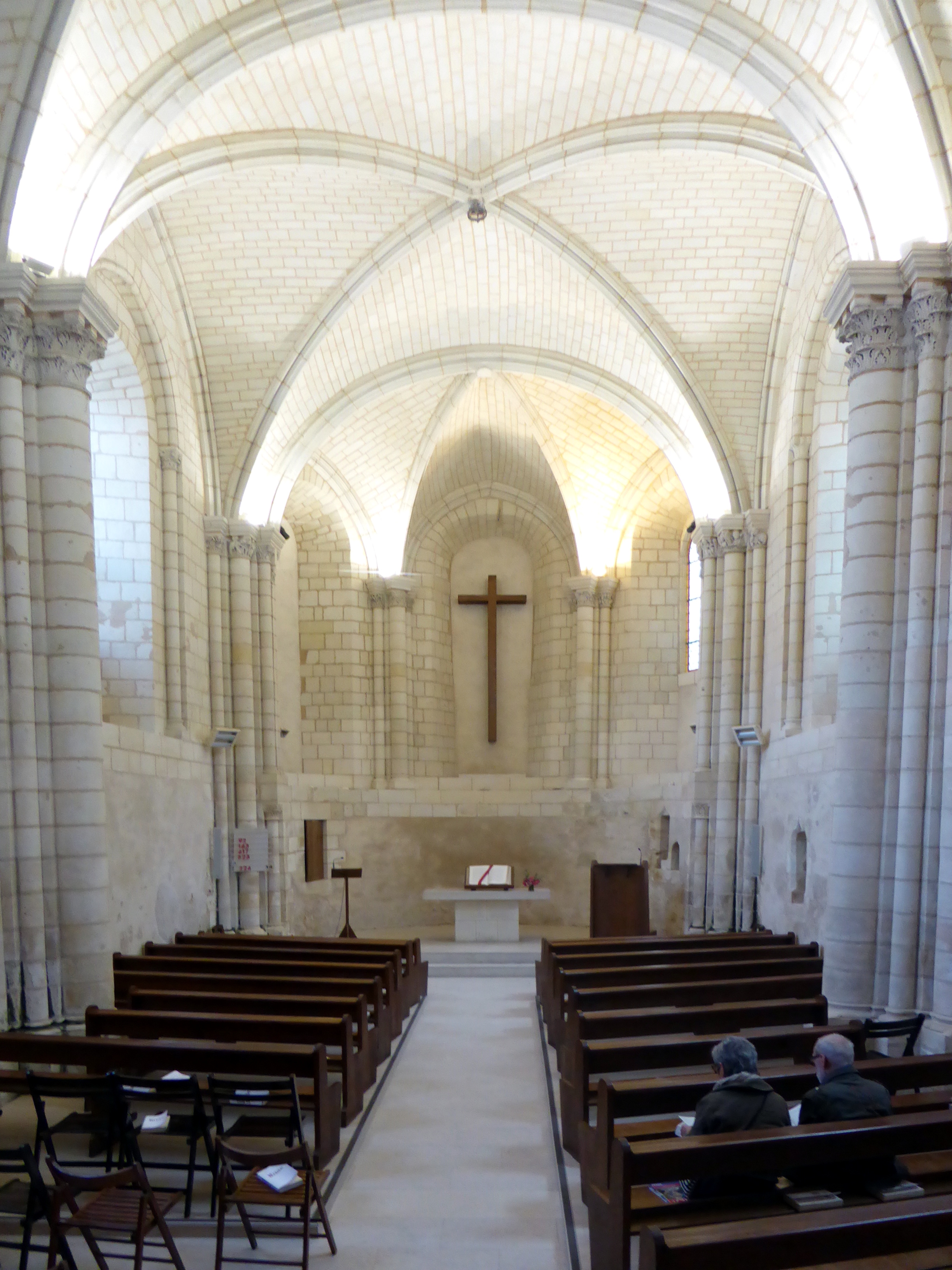
L'intérieur du temple, avec les colonnes évasées.

La chapelle est représentative des débuts du style Plantagenêt, également appelé gothique angevin, époque de passage en Anjou entre les architectures romane et gothique. Elle est encore principalement romane, avec ses murs épais, ses deux travées cubiques et ses baies en plein cintre très ébrasées. 
Les voûtes d’ogives ont été reconstruites au XVe ou XVIe.
Hors vestibule, elle mesure dix-huit mètres de long.
La nef est précédée d'un vestibule de style néo-roman construit en 1877. Auparavant, il devait y avoir à la place un porche voûté, comme l'indique la présence de colonnes médiévales. Les colonnes et les murs de la nef sont inclinés vers l'extérieur (voir photo), à cause de la pression exercée sur la voûte par l'étage ajouté au XVIIIe. Pour éviter leur effondrement, il a fallu renforcer la structure par des contreforts, visibles à l'extérieur.
Sa maçonnerie extérieure est en schiste ardoisier, tandis que l'intérieur est en tuffeau, pierre calcaire claire facile à tailler et sculpter.

### Les chapiteaux
La chapelle compte de nombreux chapiteaux sculptés, à motifs variés. Ceux de la nef sont végétaux, tandis que ceux du chœur représentent des figures ou des masques. En particulier, les deux chapiteaux à l'entrée du chœur sont remarquables. Celui de gauche montre deux personnages agenouillés portant deux échassiers sur leurs épaules, et celui de droite une scène de lutte entre plusieurs personnages.
Au-dessous des chapiteaux de l’arc d’entrée du chœur sont représentés Saint Éloi à gauche – reconnaissable à sa paire de tenailles – et Saint Gilles à droite, avec une sculpture de ce qui semble être l'ancien prieuré. 